# Eurytoma coxalis
Eurytoma coxalis är en stekelart som beskrevs av Erdös 1969. Eurytoma coxalis ingår i släktet Eurytoma, och familjen kragglanssteklar. Arten är reproducerande i Sverige.